# Crookston (Nebraska)
Crookston és una població dels Estats Units a l'estat de Nebraska. Segons el cens del 2000 tenia 98 habitants.

## Demografia
Segons el cens del 2000, Crookston tenia 98 habitants, 40 habitatges, i 23 famílies. La densitat de població era de 88 habitants per km².
Dels 40 habitatges en un 27,5% hi vivien nens de menys de 18 anys, en un 40% hi vivien parelles casades, en un 7,5% dones solteres, i en un 42,5% no eren unitats familiars. En el 27,5% dels habitatges hi vivien persones soles el 5% de les quals corresponia a persones de 65 anys o més que vivien soles. El nombre mitjà de persones vivint en cada habitatge era de 2,45 i el nombre mitjà de persones que vivien en cada família era de 3,13.
Per edats la població es repartia de la següent manera: un 25,5% tenia menys de 18 anys, un 7,1% entre 18 i 24, un 31,6% entre 25 i 44, un 28,6% de 45 a 60 i un 7,1% 65 anys o més.
L'edat mediana era de 37 anys. Per cada 100 dones de 18 o més anys hi havia 102,8 homes.
La renda mediana per habitatge era de 27.000 $ i la renda mediana per família de 25.833 $. Els homes tenien una renda mediana de 25.000 $ mentre que les dones 16.094 $. La renda per capita de la població era de 13.945 $. Aproximadament el 30% de les famílies i el 44,8% de la població estaven per davall del llindar de pobresa.

## Poblacions més properes
El següent diagrama mostra les poblacions més properes.